# Gaussov zakon za magnetizam
U fizici, Gaussov zakon za magnetizam čini jednu od četiri Maxwellove jednadžbe koje su temelj klasične elektrodinamike. Zakon kaže da magnetsko polje B ima divergenciju jednaku nuli, drugim riječima, da je solenoidno vektorsko polje. To odgovara tvrdnji da magnetski monopoli ne postoje. Umjesto „magnetskih naboja“, osnovni element magnetizma je magnetski dipol. Da su monopoli ikada pronađeni zakon bi izgledao drugačije, kao što je objašnjeno u nastavku. 
Gaussov zakon za magnetizam može biti napisan u dva oblika, diferencijalnom i integralnom. Ovi oblici su ekvivalentni zbog Gaussovog teorema o divergenciji vektorskog polja. 
Naziv „Gaussov zakon za magnetizam“ nije općekorišten pojam. Zakon se također naziva „zakonom o odsutnosti slobodnih magnetskih polova“; jedna referenca čak izričito kaže da zakon nema ime. Ponekad ga nazivaju i „zahtjevom transverzalnosti“ jer za ravninske valove vodi do toga da je polarizacija vala poprečna u odnosu na smjer rasprostiranja. 

## Diferencijalni oblik
Diferencijalni oblik Gaussovog zakona za magnetizam je
{\displaystyle \nabla \cdot \mathbf {B} =0}.
Ovdje je 𝛁 oznaka za diferencijalni operator nabla, a B je magnetsko polje. U pravokutnom koordinatnom sustavu gdje magnetsko polje ima komponente Bx, By, Bz od kojih svaka može ovisiti o koordinatama x, y, z i vremenu t, zakon se može raspisati u sljedećem obliku 
{\displaystyle {\frac {\partial }{\partial x}}B_{x}(x,y,z,t)+{\frac {\partial }{\partial y}}B_{y}(x,y,z,t)+{\frac {\partial }{\partial z}}B_{z}(x,y,z,t)=0}.

## Integralni oblik
Integralni oblik Gaussovog zakona za magnetizam zapisuje se kao površinski integral 
{\displaystyle \int _{S}\mathbf {B} \cdot \mathrm {d} \mathbf {S} =0}
gdje je S bilo koja zatvorena ploha, a dS vektor čija je veličina jednaka površini infinitezimalnog dijela plohe S, a smjer normala na površinu prema van.
Lijeva strana ove jednadžbe naziva se tok magnetskog polja kroz plohu. Prema tome, Gaussov zakon za magnetizam kaže da tok magnetskog polja kroz bilo koju zatvorenu plohu uvijek iščezava. 
Integralni i diferencijalni oblici Gaussovog zakona za magnetizam matematički su ekvivalentni; oni proizlaze jedan iz drugog zbog Gaussovog teorema o divergenciji.  
Iz zakona u ovom obliku slijedi da za svaki element volumena u prostoru postoji točno isti broj linija magnetskog polja, magnetskih silnica, koje ulaze i izlaze iz volumena zatvorenog proizvoljnom plohom. Magnetske silnice su linije kojima dočaravamo magnetsko polje. Nekakav magnetski naboj ili magnetski pol ne mogu stajati samostalno nigdje u prostoru. Na primjer, južni pol magneta je jednako jak kao i sjeverni pol, a slobodni južni polovi bez popratnih sjevernih polova (magnetski monopoli) nisu dopušteni. Nasuprot tome, to ne vrijedi za druga polja kao što su električno polje ili gravitacijsko polje, gdje se konačan električni naboj ili masa mogu nakupiti u odvojenom dijelu prostora. 

## Vektorski potencijal
Prema Helmholtzovom teoremu o dekompoziciji, Gaussov zakon za magnetizam znači i da postoji vektorsko polje A takvo da se magnetsko polje može prikazati kao njegova rotacija:
{\displaystyle \mathbf {B} =\nabla \times \mathbf {A} }.
Vektorsko polje A zove se magnetski vektorski potencijal. 
Postoji više od jednog mogućeg A koji zadovoljavaju ovu jednadžbu za dano polje B. Zapravo, postoji ih beskonačno mnogo: bilo koje vektorsko polje koje se dobije kao gradijent skalarnoga polja u obliku 𝛁ϕ može biti dodano na A, a da se magnetsko polje opisano njihovim zbrojem A'=A+𝛁ϕ  ne promijeni (vidi vektorski račun): 
{\displaystyle \nabla \times \mathbf {A'} =\nabla \times (\mathbf {A} +\nabla \phi )=\nabla \times \mathbf {A} =\mathbf {B} }
jer je rotacija gradijenta nulto vektorsko polje: 
{\displaystyle \nabla \times \nabla \phi =\mathbf {0} }
Ta proizvoljnost u A naziva se slobodom mjerenja (eng. gauge invariance). 

## Linije polja
Magnetsko polje B, kao i svako vektorsko polje, može se prikazati preko linija polja (koje se nazivaju i linije toka) - to jest, skup krivulja čiji smjer odgovara smjeru B i čija je gustoća prostora proporcionalna veličini B. Gaussov zakon za magnetizam ekvivalentan je tvrdnji da linije polja nemaju ni početak ni kraj: svaka od njih ili oblikuje zatvorenu petlju, zauvijek se okreće a da se nikad ne pridruži točno sebi, ili se proteže do beskonačnosti. 

## Modifikacija ako postoje magnetski monopoli
Da postoje magnetski monopoli, u Gaussovom zakonu za magnetizam divergencija magnetskog polja B bila bi proporcionalna gustoći magnetskog naboja ρm, analogno Gaussovom zakonu za električno polje. Za nultu gustoću neto magnetskog naboja (ρm=0), rezultat je izvorni oblik Gaussovog zakona za magnetizam. 
Do sada nisu pronađeni nikakvi magnetski monopoli, unatoč opsežnom pretraživanju.

## Povijest
Ideju o nepostojanju magnetskih monopola izrazio je 1269 Petrus Peregrinus de Maricourt. Njegov rad snažno je utjecao na Williama Gilberta, čiji je rad iz 1600. De Magnete proširio dalje. U ranim 1800-ima Michael Faraday ponovno je uveo ovaj zakon, a potom se uvršten u jednadžbe elektromagnetskog polja Jamesa Clerka Maxwella.